# Уречье (Черниговская область)
Уречье (укр. Уріччя) — село в Корюковском районе Черниговской области Украины. Население 13 человек. Занимает площадь 0,103 км².
Код КОАТУУ: 7422484507. Почтовый индекс: 15333. Телефонный код: +380 4657.

## Власть
Орган местного самоуправления — Козиловский сельский совет. Почтовый адрес: 15332, Черниговская обл., Корюковский р-н, с. Козиловка, ул. Независимости, 28.